# GDDR6
Graphics Double Data Rate 6 Synchronous Dynamic Random-Access Memory (GDDR6 SDRAM) é um tipo de memória gráfica de acesso aleatório síncrona (SGRAM) com alta largura de banda ("Double data rate") projetada para uso em placas gráficas, consoles de jogos, e computação de alto desempenho.  É um tipo de GDDR SDRAM (gráficos DDR SDRAM) e é sucessor do GDDR5. Assim como GDDR5X, ele usa QDR (quad data rate) em referência ao clock de comando de gravação (WCK) e ODR (Octal Data Rate) em referência ao clock de comando (CK).

## Visão geral
A especificação finalizada foi publicada pela JEDEC em julho de 2017. GDDR6 oferece maior largura de banda por pino (até 16 Gbit/s) e tensões operacionais mais baixas (1,35 V), aumentando o desempenho e diminuindo o consumo de energia em relação ao GDDR5X.

## Implementação comercial
No Hot Chips 2016, a Samsung anunciou o GDDR6 como sucessor do GDDR5X. A Samsung anunciou mais tarde que os primeiros produtos seriam chips de 16 Gbit/s e 1,35 V. Em janeiro de 2018, a Samsung iniciou a produção em massa de chips GDDR6 de 16 Gb (2 GB), fabricados em um processo de classe de 10 nm e com uma taxa de dados de até 18 Gbit/s por pino.
Em fevereiro de 2017, a Micron Technology anunciou que lançaria seus próprios produtos GDDR6 no início de 2018. A Micron iniciou a produção em massa de chips de 8 Gb em junho de 2018.
SK Hynix anunciou que seus produtos GDDR6 seriam lançados no início de 2018. A SK Hynix anunciou em abril de 2017 que seus chips GDDR6 seriam produzidos em um processo de 21 nm e teriam voltagem 10% menor que GDDR5. Esperava-se que os chips SK Hynix tivessem uma taxa de transferência de 14-16 Gbit/s. Esperava-se que as primeiras placas gráficas a usar RAM GDDR6 da SK Hynix usassem 12 GB de RAM com um barramento de memória de 384 bits, produzindo uma largura de banda de 768 GB/s. SK Hynix iniciou a produção em massa em fevereiro de 2018, com  chips de 8 Gbit e uma taxa de dados de 14 Gbit/s por pino.
A Nvidia anunciou oficialmente as primeiras placas gráficas de consumidor usando GDDR6, a GeForce RTX 2080 Ti baseada em Turing, RTX 2080 e RTX 2070 em 20 de agosto de 2018, RTX 2060 em 6 de janeiro de 2019 e GTX 1660 Ti em 22 de fevereiro de 2019. A memória GDDR6 da Samsung Electronics também é usada para a série Quadro RTX baseada em Turing. A série RTX 20 foi lançada inicialmente com chips de memória Micron, antes de mudar para chips Samsung em novembro de 2018.
A AMD anunciou oficialmente o Radeon RX 5700, 5700 XT e 5700 XT 50th Anniversary Edition em 10 de junho de 2019. Essas GPUs Navi 10 utilizam 8 GB de memória GDDR6.

## GDDR6X

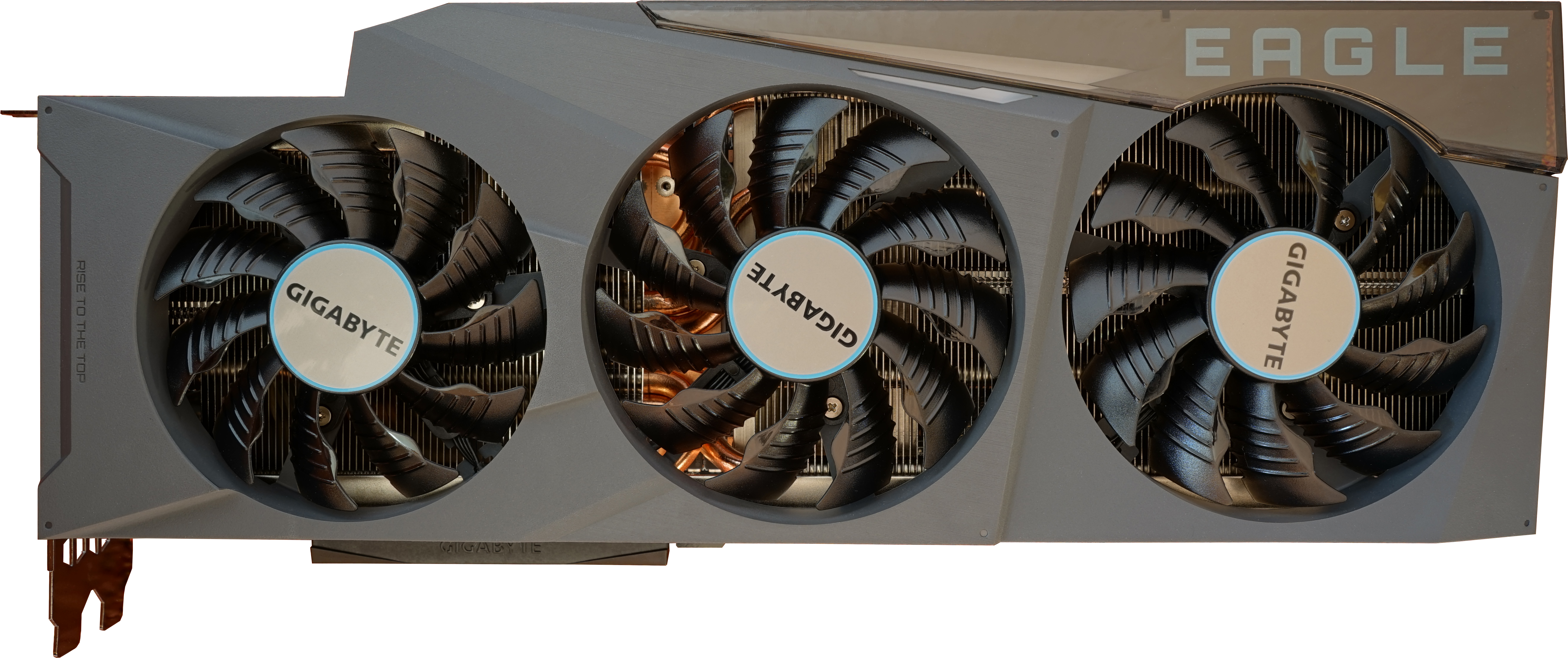
Uma GeForce RTX 3090 Custom Edition com RAM GDDR6X

A Micron desenvolveu o GDDR6X em estreita colaboração com a Nvidia. GDDR6X SGRAM ainda não foi padronizado pela JEDEC. Nvidia é o único parceiro de lançamento GDDR6X da Micron. GDDR6X oferece maior largura de banda por pino entre 19–21 Gbit/s com sinalização PAM 4, permitindo a transmissão de dois bits por símbolo e substituindo a codificação NRZ anterior (sem retorno a zero, PAM2) que fornecia apenas um bit por símbolo, limitando assim a largura de banda por pino GDDR6 a 16 Gbit/s. As primeiras placas gráficas a usar GDDR6X são as placas gráficas Nvidia GeForce RTX 3080 e 3090. A sinalização PAM4 não é nova, mas custa mais para implementar, em parte porque requer mais espaço em chips e é mais propensa a problemas de relação sinal-ruído (SNR), o que limita principalmente seu uso a redes de alta velocidade (como Ethernet 200G). O GDDR6X consome 15% menos energia por bit transferido do que o GDDR6, mas o consumo geral de energia é maior, pois o GDDR6X é mais rápido que o GDDR6. Em média, o PAM4 consome menos energia e usa menos pinos que a sinalização diferencial, embora ainda seja mais rápido que o NRZ. Acredita-se que o GDDR6X seja mais barato que a High Bandwidth Memory.

## GDDR6W
A Samsung anunciou o desenvolvimento do GDDR6W em 29 de novembro de 2022.
Suas melhorias em relação ao GDDR6 são:
- Maior taxa de transmissão por pino de 22 Gb/s
- Dobrando a capacidade por pacote de 16 Gb para 32 Gb
- Dobre os pinos de E/S de 32 para 64
- Espessura 36% menor (0,7 mm abaixo dos 1,1 mm usando embalagem Fan-Out Wafer-Level (FOWLP)